# Serguéi Sobianin
Serguéi Semiónovich Sobianin (en ruso: Сергей Семёнович Собянин; 21 de junio de 1958) es un político ruso y actual alcalde de Moscú desde 2010, reelegido en 2013, en 2018 y en 2023.
Sobyanin anteriormente ejerció como gobernador del óblast de Tiumén (2001-2005), también fue el presidente del Gobierno de Rusia (2005-2008 en el Segundo Gabinete de Mijaíl Fradkov) y jefe de la administración presidencial (2008-2010). Es miembro del partido político gobernante de Rusia Unida, y forma parte de la jefatura del gobierno, miembro actual del presidente del Consejo Regional de la Rusia Unida en Moscú, y fue jefe (secretario del consejo político) del partido en Moscú desde marzo de 2011 a diciembre de 2012.
Se le considera amigo cercano del empresario multimillonario Vladímir Bogdánov, director general de Surgutneftegaz.
Como alcalde de Moscú, Sobianin abandonó gradualmente los grandes proyectos del anterior alcalde Yuri Luzhkovy —acusado de corrupción y de desafiar al gobierno ruso— y fue reconocido por el entonces presidente Dmitri Medvédev como «un gestor experimentado, que tiene las cualidades necesarias para ser alcalde de Moscú». Como alcalde, Sobyanin creó un gran grupo de medios de comunicación con canales de televisión, radio y periódicos, propiedad y controlados por el gobierno de la ciudad. Ha recibido elogios por sus esfuerzos en la lucha contra la corrupción. Pero por otro lado, fue criticado por continuar con la prohibición de la Marcha del orgullo gay de Moscú y ha recibido críticas por el programa municipal para la demolición de antiguas viviendas y la construcción de miles de nuevos apartamentos para crear un «ambiente urbano cómodo».

## Biografía
Sobianin nació en la villa de Nyaksímvol en el distrito autónomo de Janti-Mansi de la Unión Soviética. Después de terminar una escuela local en el distrito de Beriózovski en 1975, Sobianin se matriculó en el Instituto de Tecnología de Kostromá. Al graduarse, empezó a trabajar como maquinista para una fábrica de laminación de tubos de Cheliábinsk.
En 1982 formó parte durante dos años de la organización Komsomol en Cheliábinsk. En 1984, regresó a Kogalym y trabajó allí como vicepresidente del municipio, en el departamento de economía municipal y administración tributaria local.
En 1989, obtuvo un segundo título en jurisprudencia. Su tesis doctoral se tituló «Posición legal de los ókrugs autónomos como sujetos federales de Rusia». El 23 de mayo de 2007, en el Instituto de Legislación y Jurisprudencia Comparada del Gobierno de Rusia, la defensa de la tesis doctoral superior de Sobianin, «El sujeto de la Federación de Rusia en el desarrollo económico y social del Estado», tendría lugar sobre la base de su monografía publicada poco antes. Pero la defensa fue cancelada por un motivo desconocido. El examen de la tesis doctoral por la comunidad de Dissernet sobre Sobianin y su monografía de 2007, expuso un alto nivel de plagio.

## Carrera política
En 1991, fue elegido alcalde de Kogalym. Desde 1993, ha sido el Primer Diputado del Jefe de la Administración del Distrito autónomo de Janti-Mansi. En 1994, fue elegido presidente de la Duma del Distrito autónomo de Janti-Mansi. En enero de 1996, se convirtió en miembro del Consejo de la Federación de Rusia. El 27 de octubre de 1996, fue reelecto como delegado y presidente de la Duma del Distrito autónomo de Janti-Mansi. Desde julio de 1998, ha sido presidente del Comité de Derecho Constitucional, Judicial y Problemas Legales. 
El 12 de julio de 2000, fue nombrado como Primer Diputado de Plenipotenciarios del Presidente de Rusia en el Distrito federal del Ural. El 14 de enero de 2001 fue elegido gobernador de Óblast de Tiumén. Durante la campaña, el magnate petrolero Vladímir Bogdánov fue su confidente. Ha sido miembro del Consejo Supremo del partido político "Rusia Unida" desde 2004. En 2005, Serguéi Sobianin envió una solicitud al Presidente de Rusia sobre un voto de confianza. Eso se hizo en el caso del cambio del procedimiento de asignación del gobernador. Vladímir Putin lo nominó para la elección de la Duma del Óblast de Tiumén y finalmente fue reelegido el 17 de febrero de 2005. En noviembre, fue nombrado jefe de la Administración del Presidente de Rusia.
Desde el 21 de octubre de 2010, ha sido alcalde de Moscú.
Galardonado con una Medalla de Honor, la iglesia II y orden escénica de San Kniaz Daniel Moskovskiy, Medalla de Honor en Educación, Medalla de Honor de la República Francesa en la Agricultura.
Galardonado con el premio "Hombre del año de Rusia 2003: político".

## Polémicas

### Desfiles gay de Moscú
En febrero de 2011, Sobianin provocó la ira de los grupos LGBT cuando consideró que las marchas del orgullo continuaban siendo «ilegales» en Moscú. En respuesta a este acto, varios homosexuales organizaron un desfile sin aprobación en mayo, durante el cual treinta protestantes homosexuales fueron arrestados, incluidos varios extranjeros. El actor Ian McKellen criticó a Sobyanin por la prohibición de los desfiles, llegando incluso a usar la palabra «cobarde» para describir a Sobyanin.

### Planificación de la ciudad
La organización de preservación «Archnadzor» criticó a Sobianin por la destrucción de monumentos históricos para así dar paso a modernos edificios. En marzo de 2012, Sobyanin generó controversia por hacer poco para limpiar los paseos de la ciudad.

### Programa de reubicación de viviendas en Moscú
Programa de reubicación de viviendas en Moscú implica la demolición de bloques de apartamentos de cinco pisos en ruinas y la reubicación de sus residentes en viviendas modernas. El objetivo del proyecto es evitar que los bloques de pisos de cinco pisos se conviertan en viviendas peligrosas que no sean aptas para la vida. El programa estipula proporcionar a los residentes de los edificios incluidos en la lista de demolición un espacio habitable equivalente con comodidades en los edificios nuevos de su distrito.
La lista de edificios en el programa incluye más de 5000 bloques de viviendas con un área total de aproximadamente 16 millones de metros cuadrados y aproximadamente un millón de residentes.